# Adrianide
Adrianide (in greco antico: Ἀδριανίς?, Adrianís) era la quinta delle cinque tribù di Atene posteriori alla riforma di Clistene, istituita nel 126/127 in onore dell'imperatore romano Adriano.

## Demi
La tribù Adrianide comprendeva, come le altre, una trittia della Mesogea, una della Paralia e una dell'asty, alle quali appartenevano 3, 7 e 3 demi (per un totale di 13 demi, compreso il demo nuovo, forse assegnato alla trittia dell'asty, e i cui buleuti sono ignoti), aventi un numero ignoto di buleuti. Ognuna delle dodici tribù esistenti aveva fornito un demo; in più era stato creato il nuovo demo di Antinoide, in onore del favorito di Adriano, Antinoo. Questo è l'elenco:

### Trittia della Mesogea
- Oa (dalla Pandionide)
- Afidna (dalla Tolemaide)
- Eitea (dall'Acamantide)

### Trittia della Paralia
- Pambotade (dall'Eretteide)
- Fegea (dall'Egeide)
- Tria (dall'Eneide)
- Eleunte (dall'Ippotontide)
- Tricorinto (dall'Aiantide)
- Besa (dall'Antiochide)
- Enoe (dall'Attalide)

### Trittia dell'asty
- Scambonide (dalla Leontide)
- Dedalide (dalla Cecropide)
- Antinoide (creato in questa occasione)